# Satz von Radon-Riesz
Der Satz von Radon-Riesz ist ein mathematischer Satz in der Maßtheorie, der Aussagen darüber trifft, wann die schwache Konvergenz in {\displaystyle {\mathcal {L}}^{p}} und die Konvergenz im p-ten Mittel von Funktionenfolgen äquivalent sind. In diesem Zusammenhang wird die Konvergenz im p-ten Mittel auch wie in der Funktionalanalysis üblich als Normkonvergenz oder starke Konvergenz in {\displaystyle {\mathcal {L}}^{p}} bezeichnet. Der Satz ist nach Johann Radon und Frigyes Riesz benannt.

## Aussage
Es sei {\displaystyle p\in (1,\infty )} und {\displaystyle f\colon X\to \mathbb {K} ,(f_{n}\colon X\to \mathbb {K} )_{n\in \mathbb {N} }} aus {\displaystyle {\mathcal {L}}^{p}} und {\displaystyle \|\cdot \|_{p}} bezeichne die {\displaystyle {\mathcal {L}}^{p}}-Norm.
Dann konvergiert {\displaystyle (f_{n})_{n\in \mathbb {N} }} im p-ten Mittel genau dann, wenn {\displaystyle (f_{n})_{n\in \mathbb {N} }} schwach konvergiert und {\displaystyle \lim _{n\to \infty }\|f_{n}\|_{p}=\|f\|_{p}} ist.

## Radon-Riesz-Eigenschaft
Der Satz von Radon-Riesz ist Namensgeber für die Radon-Riesz-Eigenschaft. Dies ist eine Eigenschaft von normierten Räumen in der Funktionalanalysis. Ein normierter Raum hat die Radon-Riesz-Eigenschaft genau dann, wenn in diesem Raum die Normkonvergenz einer Folge äquivalent dazu ist, dass die Folge schwach konvergiert und die Folge der Normen gegen die Norm des Grenzwertes konvergiert.